# Édgar Perea
Édgar José Perea Arias, né le 2 juin 1934 à Condoto et mort le 11 avril 2016 à Bogota, est un homme politique colombien et commentateur sportif.